# Orsa (Zweden)
Orsa is de hoofdplaats van de gemeente Orsa in het landschap Dalarna en de provincie Dalarnas län in Zweden. De plaats heeft 5278 inwoners (2005) en een oppervlakte van 1257 hectare.
De plaats ligt aan het meer Orsasjön. Orsa is net als Mora een toeristisch trekpleister in het zomerrecreatiegebied rond Orsasjön en Siljan. Net als Mora heeft Orsa dan ook een grote camping.

## Toerisme
Naast het natuurtoerisme heeft Orsa nog een aantal trekpleisters:
- Grönklitt; een berg van 564 meter hoog met skiliften; er wordt veel geskied en gelanglauft.
- Orsa Björnpark; een berenpark net ten noorden van het dorp (Orsa komt van het Latijn voor beer).
- Een kerk uit de 14e eeuw.
- Een spoorwegemplacement met authentiek stationsgebouw. Dit spoorwegemplacement heeft in het verleden gediend voor het rangeren van treinen voor het houtvervoer; van het spoor dat nu in de zomer dient voor de Inlandsbanan naar een spoor richting Bollnäs en kust; het hout gaat tegenwoordig allemaal via het wegvervoer. Soms is er in de zomermaanden ook een stoomtreinverbinding met Mora. De spoorlijn Bollnäs - Orsa is grotendeels opgeheven.

- Orsa ligt aan de Europese weg 45; rijdt u noordwaarts dan rijdt u de komende 125 km door nauwelijks bewoond gebied; zuidwaarts loopt een drukke weg naar Mora;

## Verkeer en vervoer
Bij de plaats lopen de E45 en Länsväg 296.